# Barri Montserrat
Les Parcel·les Montserrat, actualment Barri Montserrat, va sorgir en terres del mas de Montserrat. També se la va conèixer com el Mau-Mau. Va ser una de les primeres zones de barraques d'immigrants proletaris que hi va haver a la perifèria de la ciutat. Va ocupar gran part de la hisenda del mas Gran de l'Aixemús, també dit Mas de Montserrat, a la vora dreta del barranc de l'Escorial, cap a finals de la dècada dels quaranta època en què es va parcel·lar la finca i es van vendre lots de terreny on s'hi construïren petits masets i barraques sense cap projecte urbanístic global. José Monzón va ser el primer en anar-hi a viure de forma permanent, i, considerat com un "fundador" de la urbanització, va ser nomenat alcalde de barri durant molts anys per l'ajuntament reusenc. Quan es va iniciar era a uns 2 kilòmetres del nucli urbà. El Carrilet de Reus a Salou era l'únic transport públic que l'enllaçava amb la ciutat. A través de la carretera de Salou, i sobretot del carrer d'Astorga, s'integra actualment a la ciutat, per la continuïtat urbana que donen les parcel·les Cases, el Barri Juroca i el Barri Fortuny. Els carrers del barri porten noms de muntanyes. Al seu davant hi ha el grup Gaudí Mar, a la carretera de Salou.